# Kumba (Cameroun)
Pour les articles homonymes, voir Kumba.
Kumba est une ville, chef-lieu du département de la Meme dans la région du Sud-Ouest du Cameroun. Deuxième ville la plus peuplée du Cameroun anglophone, elle est érigée en Communauté urbaine de Kumba, constituée de trois communes d'arrondissement en 2008.

## Histoire
La tradition rapporte que la localité de Kumba est fondée par un chasseur Bafaw nommé Midiki Bokeng ; en son honneur une statue lui est construite dans la ville  

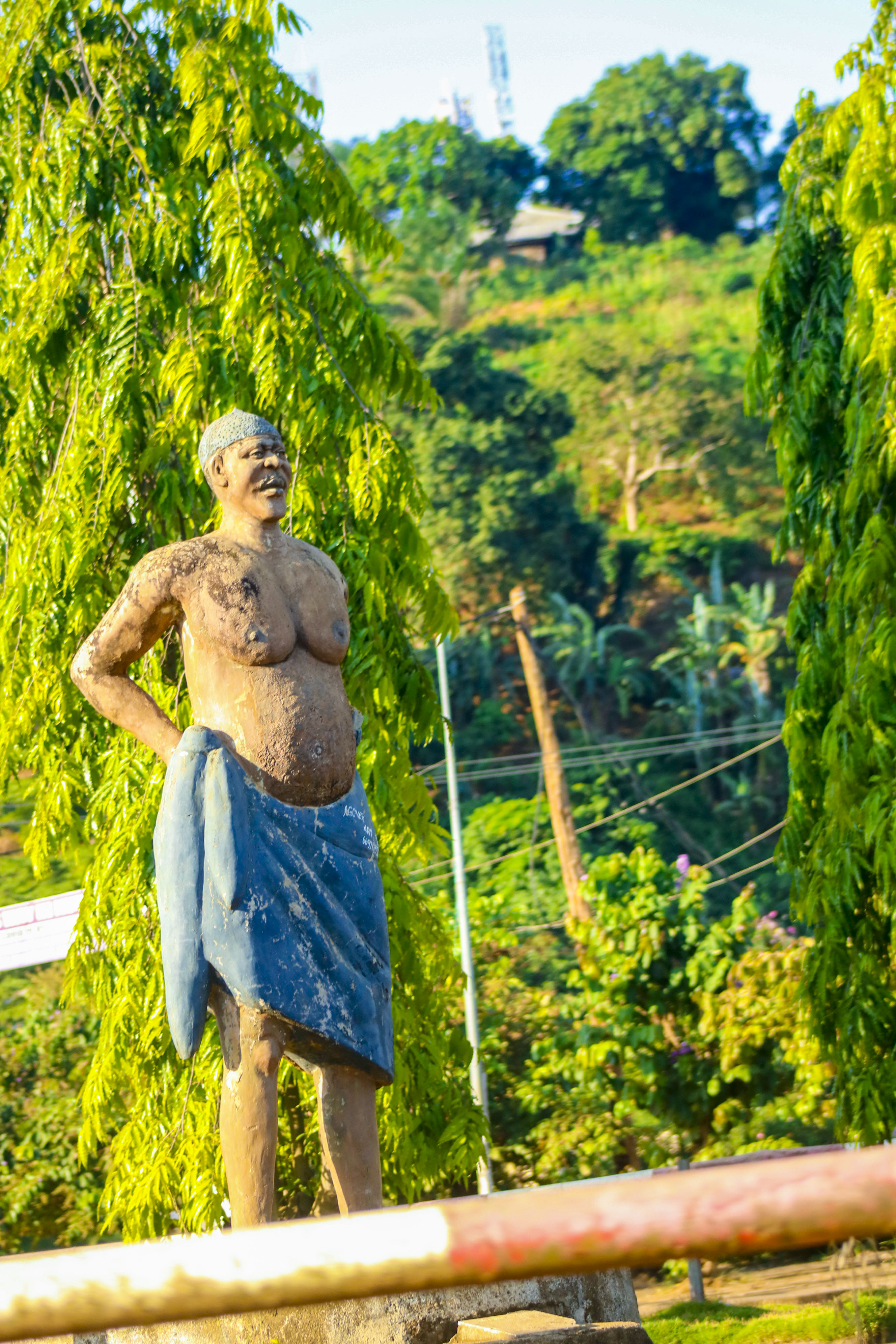
Chasseur qui a découvert la ville de Kumba

### Époque coloniale
À l'époque du Cameroun britannique, la division de Kumba s'étend sur un large territoire incluant Ndian, Meme et Koupé-Manengouba.

### Époque contemporaine
La Communauté urbaine de Kumba, collectivité publique décentralisée du Cameroun, est créée en janvier 2008, elle a pour siège Njuki. Elle gère sous la tutelle de l’État camerounais, les affaires locales en vue d’assurer le développement économique, social et culturel des populations.
Le 24 octobre 2020, lors de la crise anglophone au Cameroun, au moins huit enfants sont tués et douze autres sont blessés dans l'attaque d'une école dans la ville.

## Géographie
La ville de Kumba située dans la plaine intérieure de Kumba-Lobé au pied des Monts Rumpi, est desservie par la route nationale 8 à 75 km au nord du chef-lieu régional Buéa. Elle constitue la plus grande ville du département de la Mémé et de la région du Sud-Ouest du Cameroun. Drainée par la rivière Kumba affluent du Moungo, elle se trouve à proximité de trois principaux lacs, le fameux lac Barombi Mbo qui est le plus grand lac volcanique du Cameroun et un réel centre d'attraction, le lac Kumba et le lac Mbanga localement appelé le Mabonjise. Kumba partage ses frontières avec le Nigéria proche de Mamfe, le parc national Korup et le mont Koupe à l'Est. Le fleuve Mémé drainant le sud des Monts Rumpi constitue la limite occidentale de la communauté urbaine.

### Climat
Kumba est dotée d'un climat tropical de type Am selon la classification de Köppen, avec une température annuelle moyenne de 25,5 °C et des précipitations d'environ 2 751 mm par an. La saison sèche est courte et peu marquée.

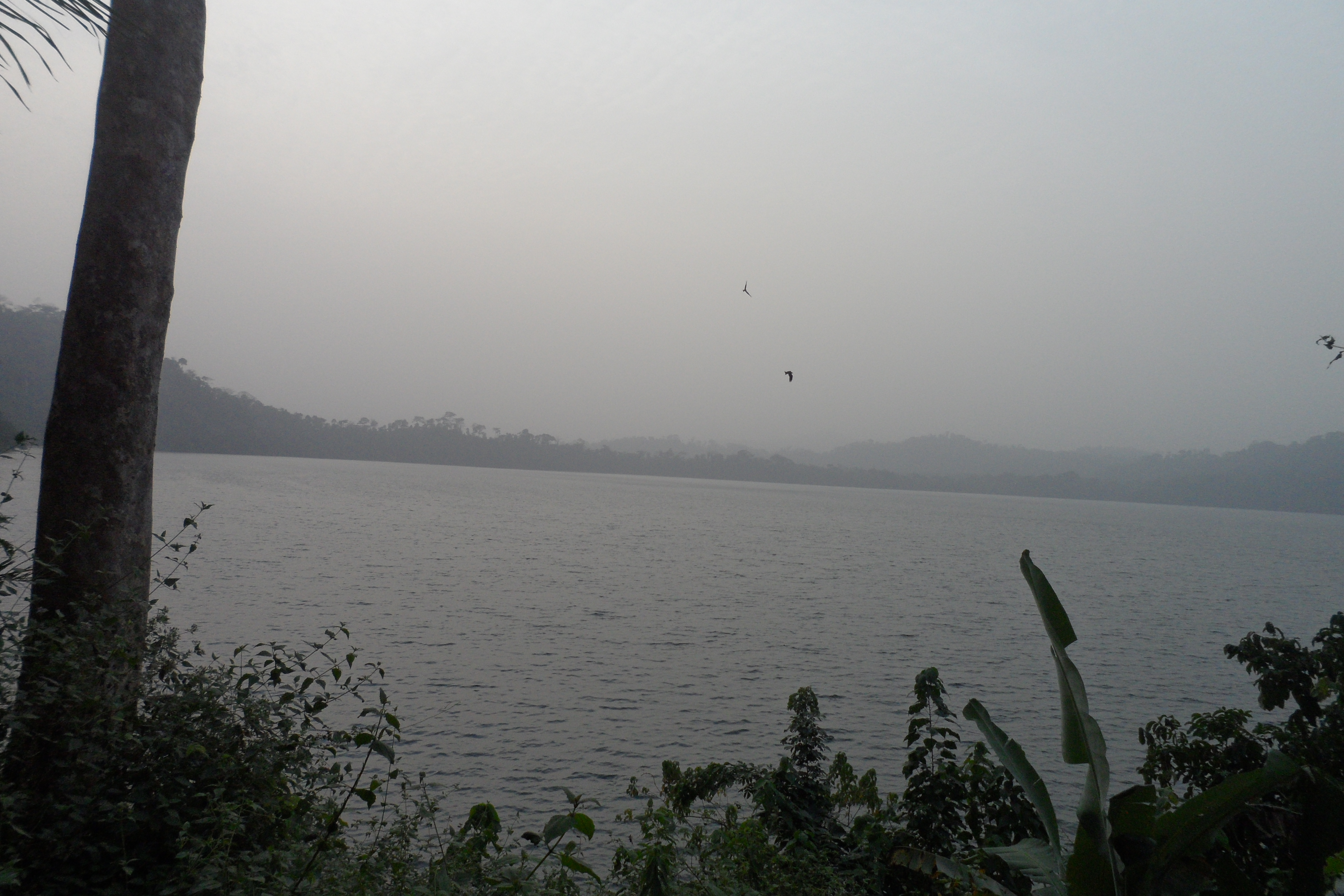
Lac de cratère, Kumba
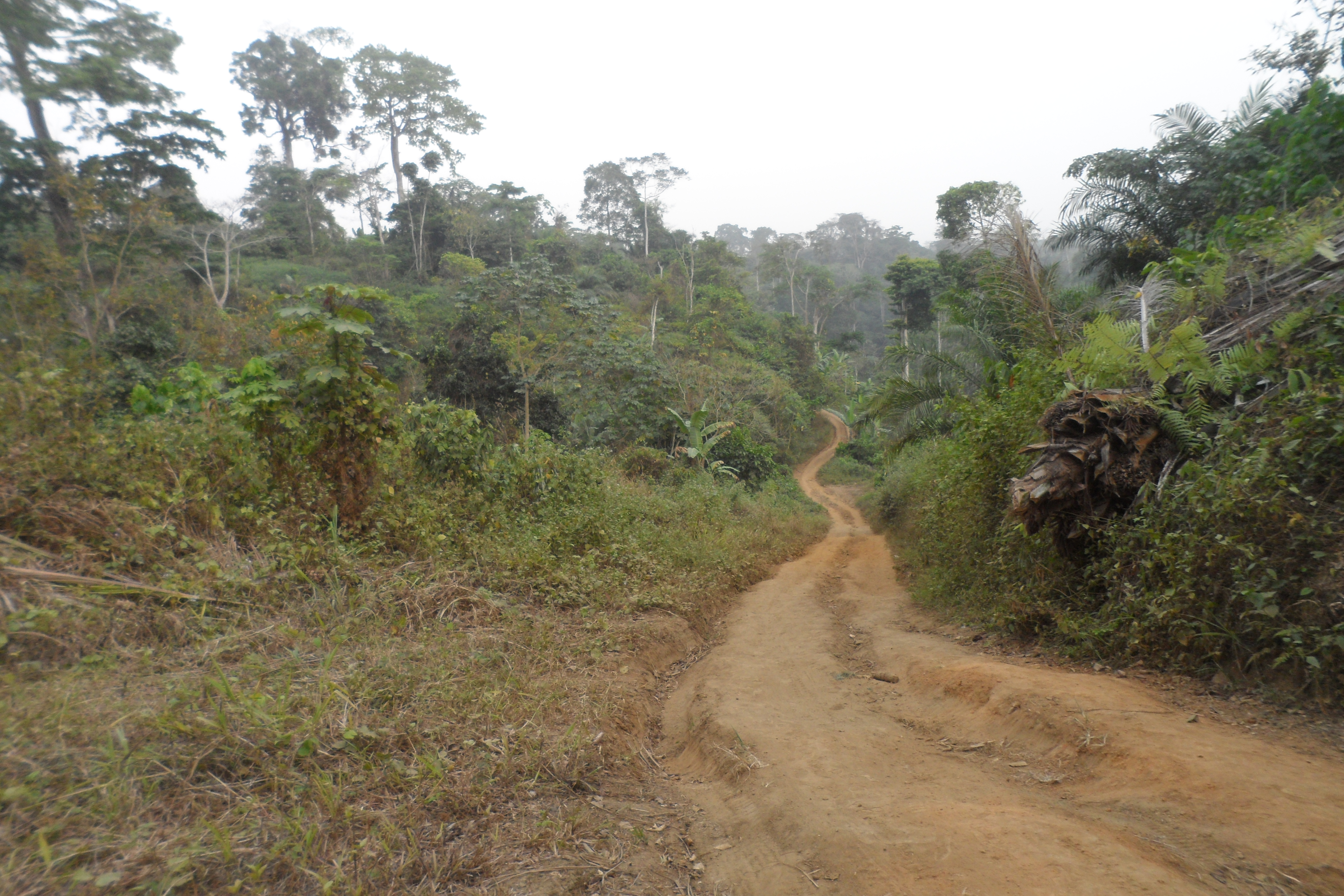
Réserve forestière, lac Barombi
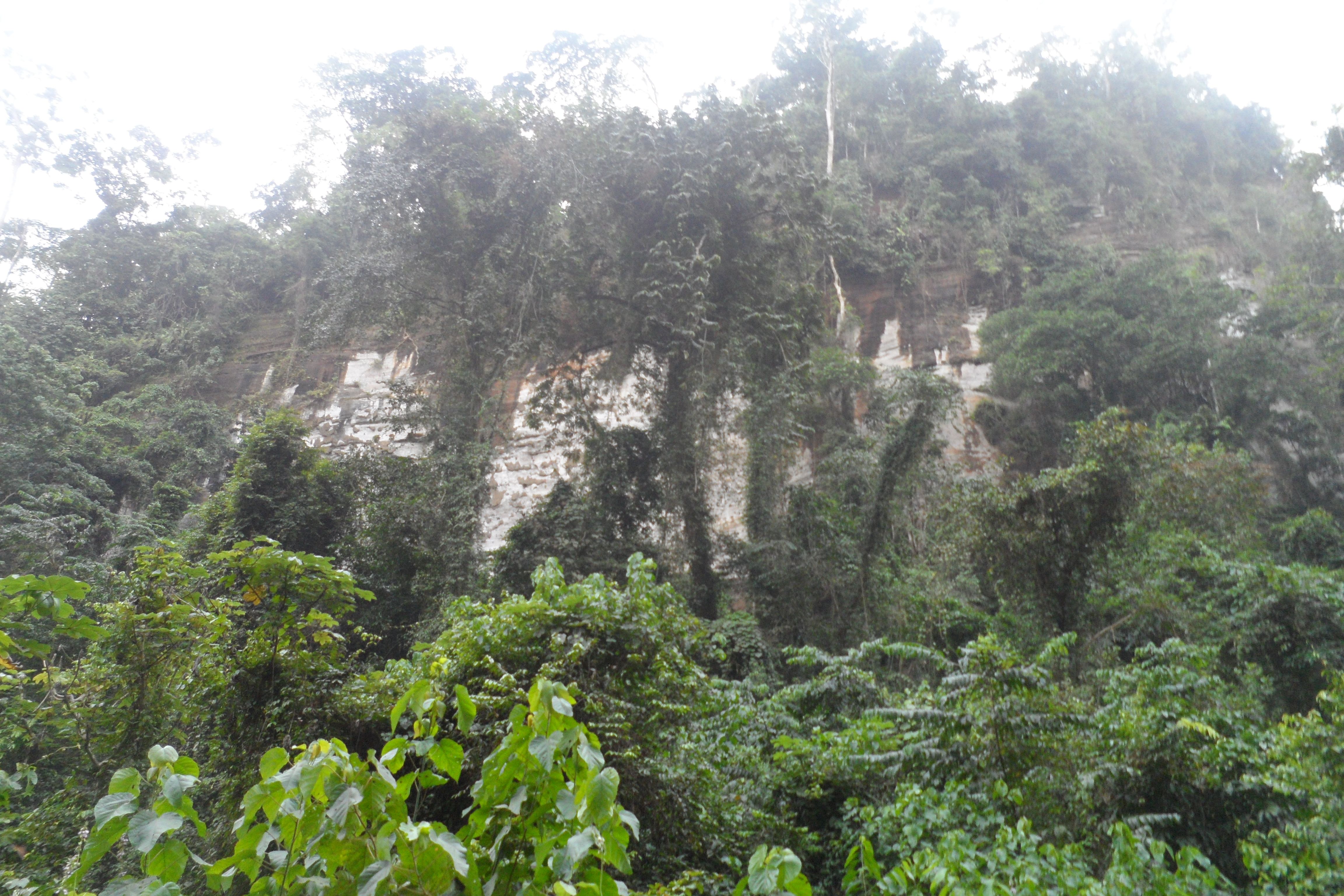
Réserve forestière de Bakundu, lac Barombi
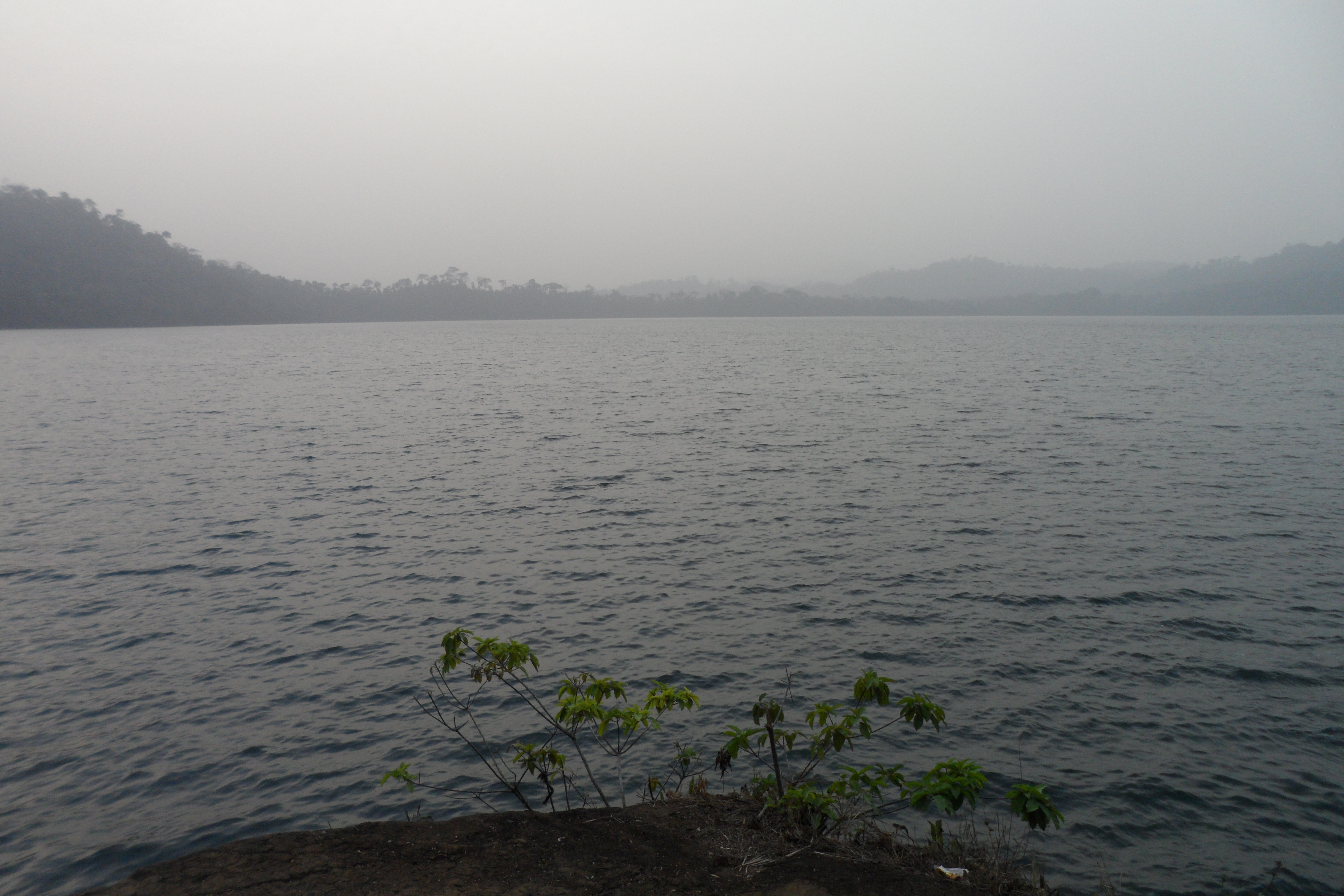
Vue panoramique du Lac Barombi
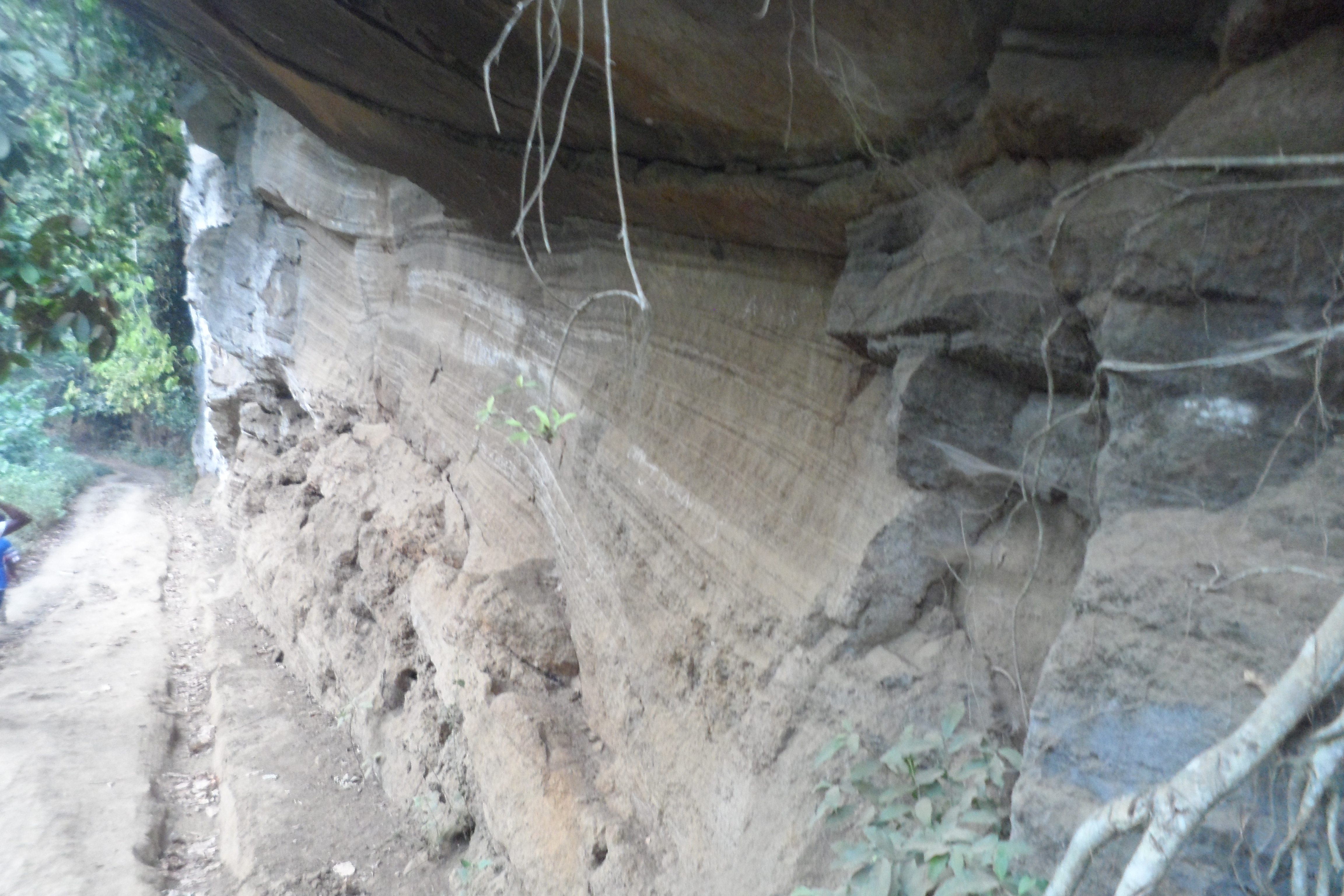
Dépôt pyroclastique géant, Kumba

## Administration
La Communauté urbaine comprend aussi les quartiers et villages suivants :
- Kumba Ier : Barombi Mbo, Kumba Mbeng Ekemba I, Quartier administratif, Kmba Mbeng Ekemba II, Kumba Njuki, Monte Carlo, Kumba Njembe, Kumba Mbeng Ekemue 1, Makiti, Kumba Mbeng Ekemue II, Makatol I, Nkake I Bongwana, Makatol II, Mile On, Makatol III, Njake II, Bokoko, Nkamundikum 1, Nkamundikum II, Diffac.
- Kumba IIe : Puletin, Kossalal B, Utoko, Usheme, Nshien Nshie, Fiango Ekamba l, Kossalai l, Fiango Ekamba I, Kossalal I, Fiango Ekamba II.
- Kumba IIIe : Quartier Cattle Market, Teke, Quartier CCAS, Dschang Quarter, Barombi Kang, Malende, Mambanda, Mundame, Tancha, Camps CDC, Ntam l, Mombo field five, Ntam II, Ntam III, Mukonje, Fiango Ekueme III.

L'élection du maire après les élections municipales de février 2020 ayant été annulée, la ville de Kumba est dirigée par un nouveau maire depuis octobre 2020.
| Période         | Période         | Identité                | Étiquette               | Qualité          |
| --------------- | --------------- | ----------------------- | ----------------------- | ---------------- |
| 2000            | 2009            | Cavern Nnoko Mbelle     |                         |                  |
| 2009            | 3 mars 2020     | Victor Nkelle Ngoh      | Délégué du gouvernement |                  |
| 3 mars 2020     | 22 octobre 2020 | Victor Nkelle Ngoh      | RDPC (CDPM)             |                  |
| 22 octobre 2020 |                 | Gregory Ntemoyok Mewanu | RDPC (CDPM)             | homme d’affaires |

## Chefferies traditionnelles
La ville de Kumba est le siège de l'une des six chefferies traditionnelles de Premier degré de la région Sud-Ouest (SW): Chefferie Bafaw (42 133 habitants en 2015).
Kumba compte une chefferie traditionnelle de deuxième degré reconnue par le ministère de l'administration du territoire et de la décentralisation: 869 : Chefferie Kake I, Bongwana (siège à Kumba I)

## Population
Les Bafaw et les Bakundus sont les deux groupes ethniques autochtones de la région de Kumba. Les Trois-quart de la population est constituée des migrants Nigérians et les Grasslanders (Ngemba, Widikum, Banso, Kom et Bamiléke). Bafaw, Nigérians et Grasslanders étant les trois principaux groupes ethniques de la cité. L'évolution de la population est relevée par les travaux du département de Géographie de l'Université de Montréal.
| 1925  | 1953   | 1964   | 1967   | 1976   | 1987   | 1998   | 2001    | 2005    |
| ----- | ------ | ------ | ------ | ------ | ------ | ------ | ------- | ------- |
| 1 981 | 11 672 | 31 672 | 37 663 | 44 175 | 70 112 | 97 073 | 125 600 | 166 331 |

## Transports

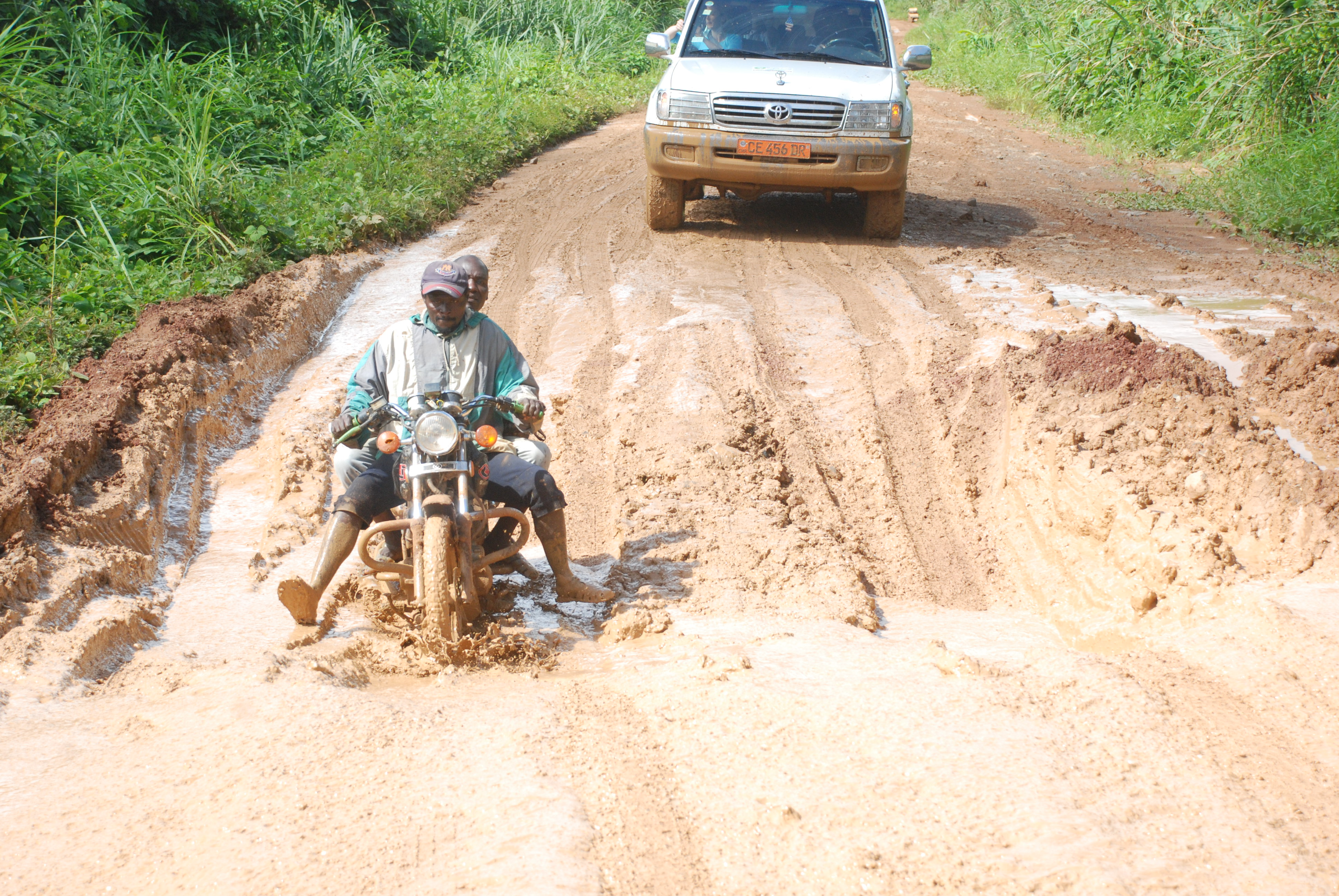
Voyage sur la route boueuse de Kumba.

La ville est au carrefour de la route nationale 8, axe: sud-nord de Mutengene à Bachuo Akagbe et la route nationale 16 axe: est-ouest, reliant Loum à Mundemba. Kumba possède une gare ferroviaire depuis 1969, elle est le terminus du chemin de fer de la branche ouest du réseau ferroviaire camerounais.

Transport routier en septembre.
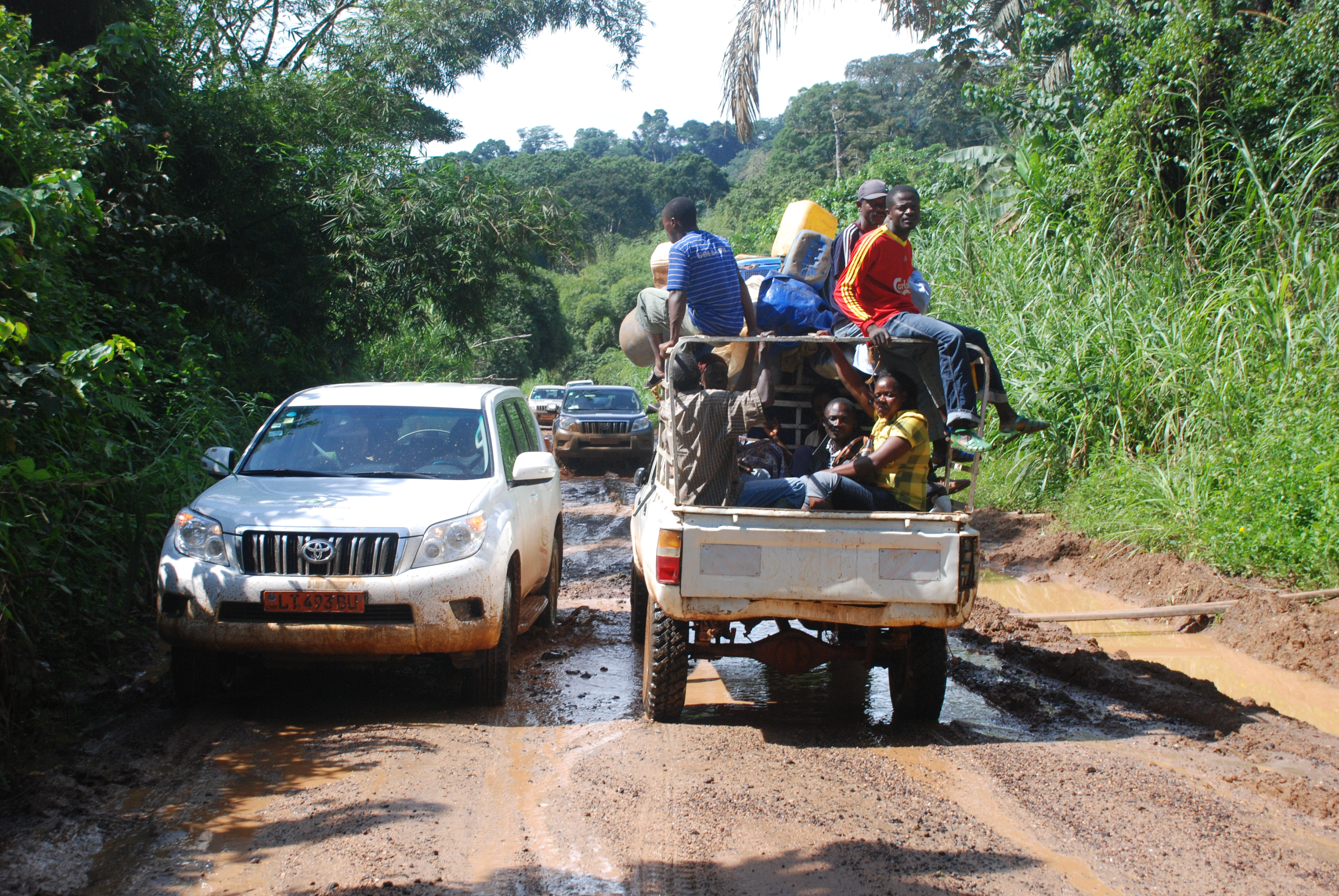
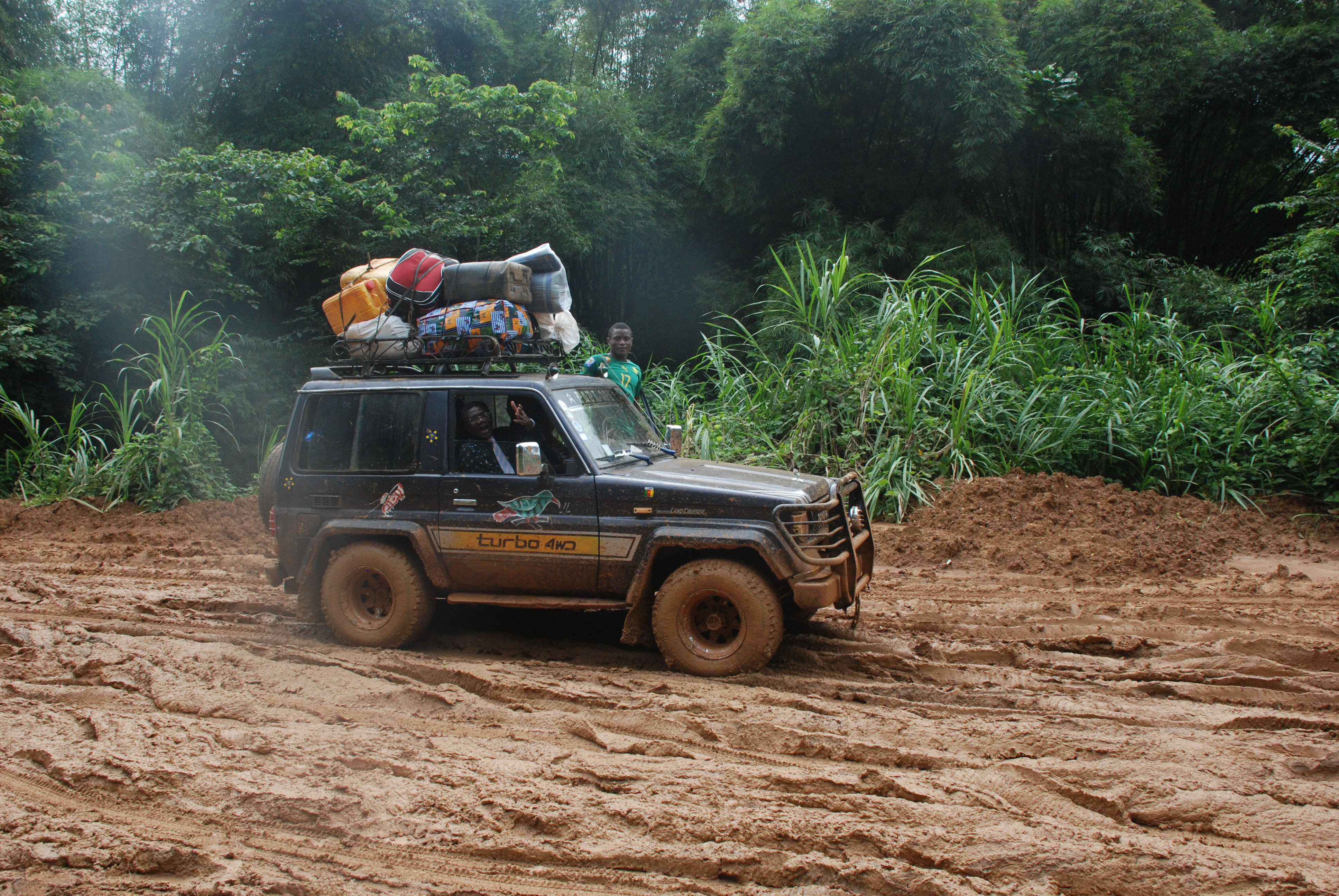
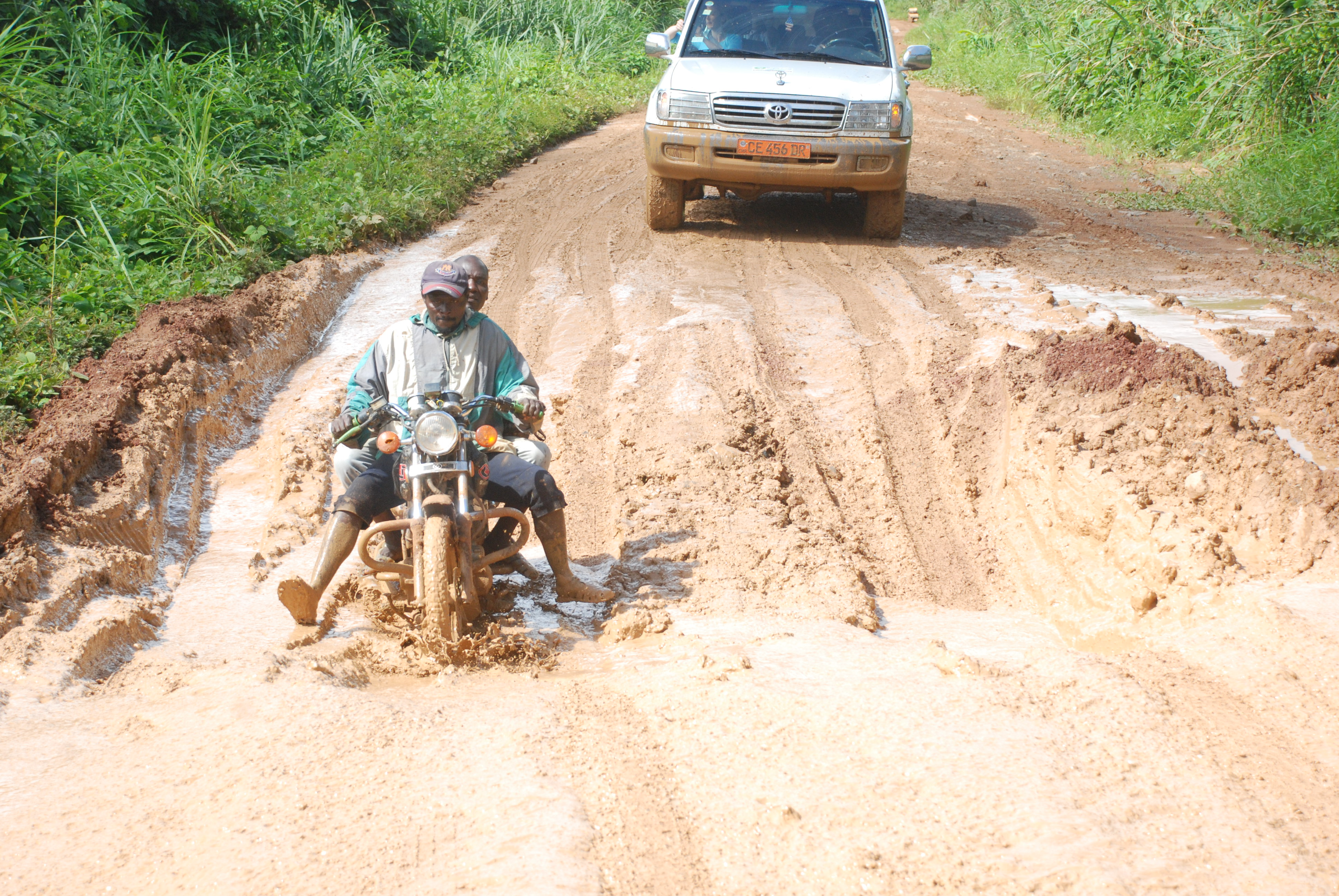
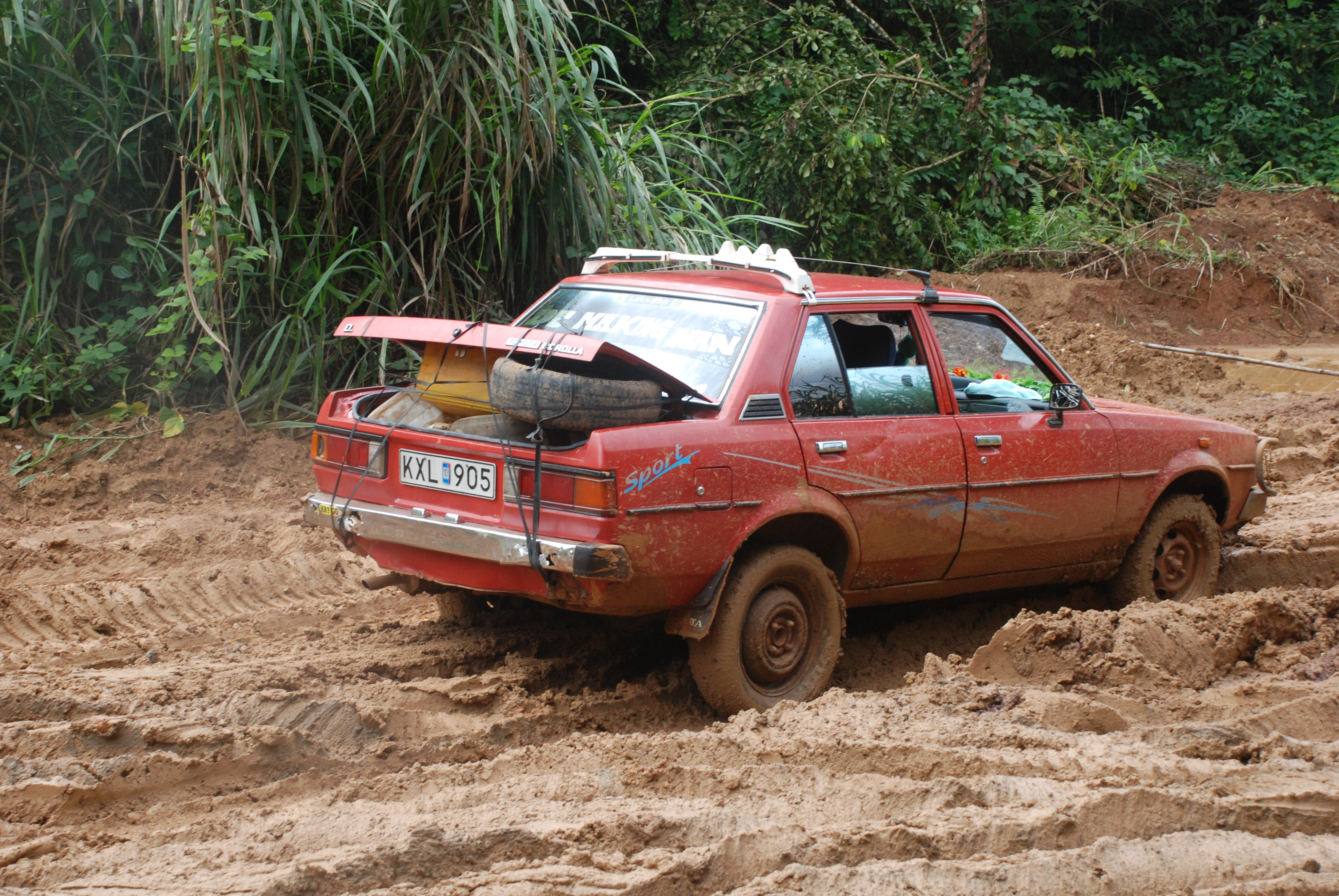
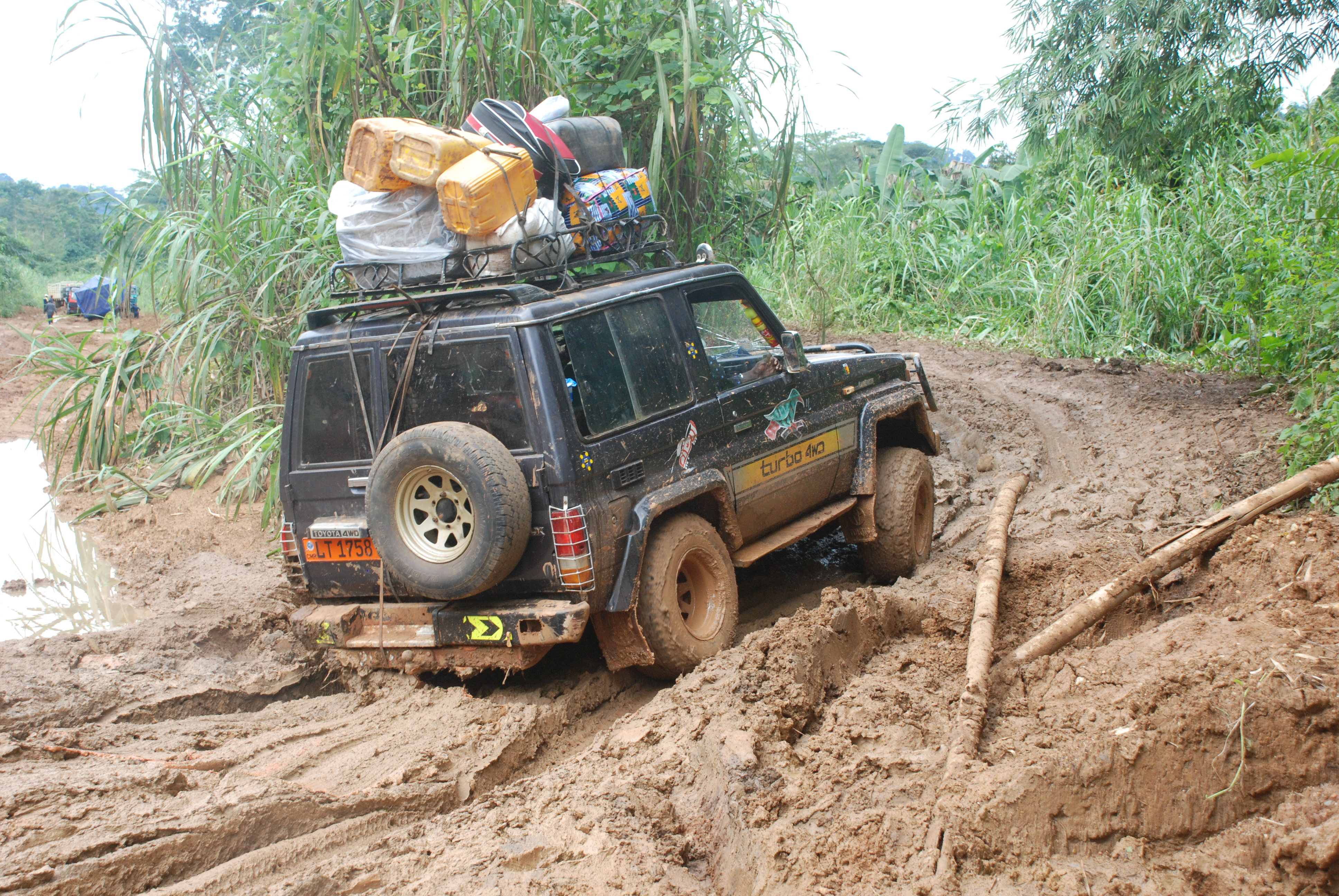

## Économie

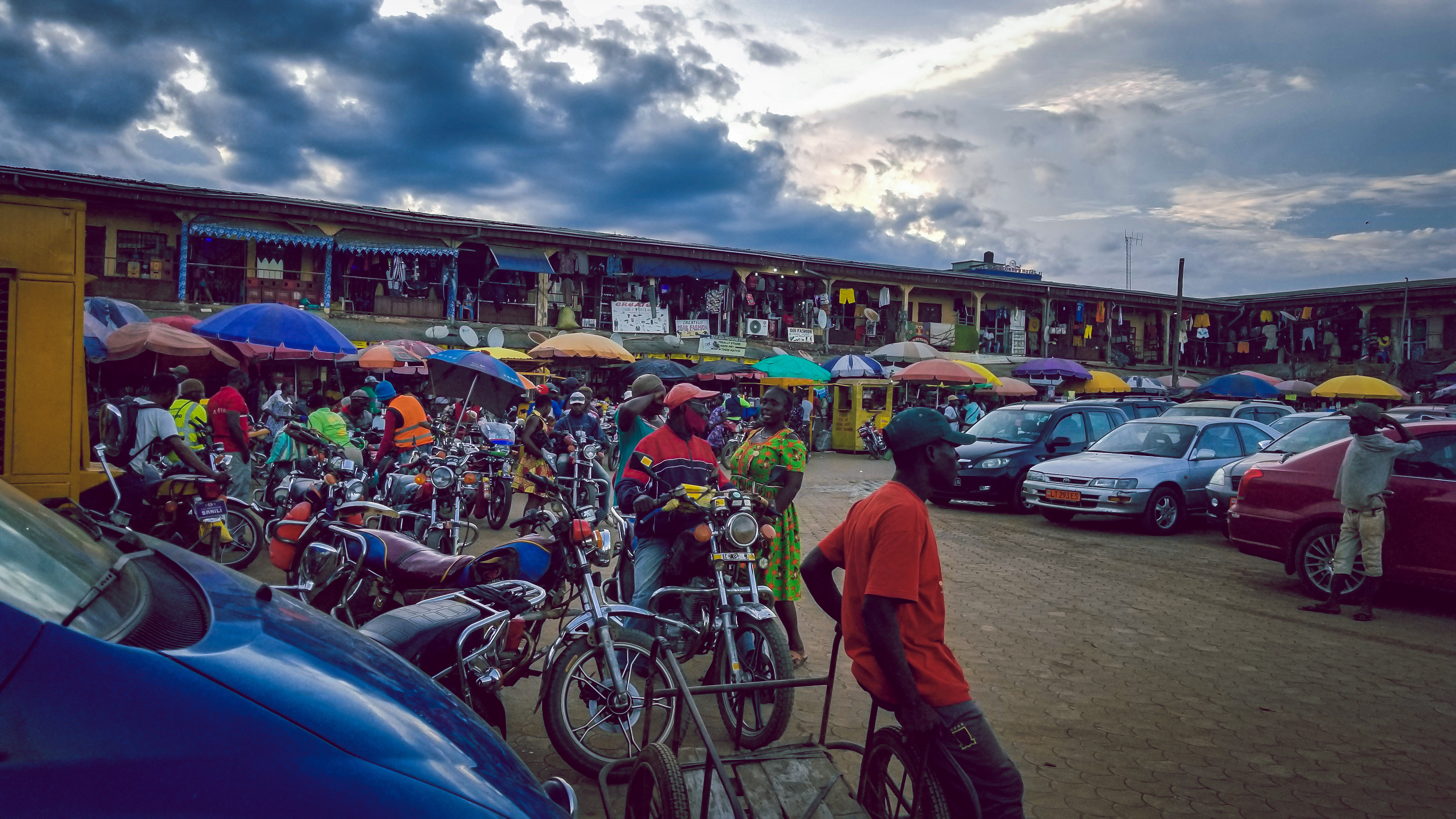
Le parc principal du marché de Kumba.

La ville est un centre de commerce pour le cacao et d'huile de palme. Il y existe également une industrie agroalimentaire (huile) et une industrie du bois. Des plantations d'hévéa se trouvent également à l'entrée de la ville. Kumba a longtemps été connue pour son marché par lequel transitent les marchandises en provenance du Nigeria voisin.

## Éducation
L'école normale supérieure d'enseignement technique, ENSET (en anglais : HTTTC, Higher Technical Teachers Training College) de l'Université de Buéa est installée à Kumba, comme elle dispose d'un collège: Cameroon College of Art and Science et d'un lycée: Lycée technique Kang Barombi (GTHS).

## Langues
La majorité des habitants de Kumba parlent l'anglais, le pidgin et, dans une faible proportion, le français, ainsi qu'une quantité non négligeable de langues indigènes, principalement le Bafaw-balong, le Bakundu, le Bakossi et l'Oroko.
Les groupes ethniques de Kumba sont les Bafaw et les Bakundu. Les Bafaw sont un groupe ethnique qui parle le Lifaw, une langue similaire au Douala, et le groupe ethnique Bakundu qui parle la langue Bakundu (langue Orocko), le Mboh, la langue Bakundu et le Bakossi, et certainement les langues bantoïdes méridionales. En raison de la nature cosmopolite de la ville, les Bafaw et les Bakundu ne représentent plus qu'un pourcentage de la population générale de la ville, et ont perdu de nombreux aspects de leur culture, à l'exception de leur langue qui est parlée principalement par les personnes âgées et une partie de la jeune génération.

## Religion
La cathédrale du Sacré-Cœur-de-Jésus de Fiango (Kumba) est le siège du diocèse de l'église catholique de Kumba, érigé en 2016. Kumba est le siège de plusieurs églises protestantes approuvées : Église apostolique du Cameroun (Apostolic Church of Cameroon), Global Frontiers Church, Église du Christ, Église luthérienne du Cameroun (Lutheran Church of Cameroon).

## Personnalités liées à Kumba
Kumba est la ville de naissance de :
- Victor Mukete (1918-2021), chef traditionnel : Nfon des Bafaw, homme politique, homme d'affaires.
- Serge Betsen, international de rugby à XV ;
- Vencelas Dabaya, haltérophile ;
- Syndy Emade, actrice ;
- Felix Agbor Balla, avocat ;
- Eyong Enoh, footballeur ;
- Samuel Fosso, photographe ;
- Blanche Bailly, chanteuse;
- Kocee, rappeur et chanteur
- Joshua Osih, homme politique camerounais.

Kumba est aussi la ville où est décédé: Abraham Ebong Ngole, ministre de l'Église presbytérienne camerounaise.